# 2003 YN107
El asteroide 2003 YN107 es uno de los denominados asteroides coorbitantes de la Tierra o cuasisatélites, y el primero que se ha conocido. Estos son asteroides que al acercarse a la Tierra permanecen capturados por la gravedad terrestre, durante algunos años, y luego se alejan nuevamente.

## Descubrimiento y caracterización
El 2003 YN107, descubierto en 2003, está orbitando la Tierra desde 1999. Según el cálculo de los astrónomos, el 10 de junio de 2006 se acercó a una distancia aproximada de 3,4 millones de kilómetros de la Tierra, mucho más próximo que habitualmente. Desde este punto la gravedad terrestre le dio el impulso que modifica su órbita y lo aleja de la Tierra. Su alejamiento sin embargo no será definitivo. Aproximadamente en el 2600 volverá a acompañar a la Tierra como «satélite», por un período que hoy no es posible determinar todavía. El diámetro de este «casi satélite» es de unos 10 a 30 m, lo que lo hace casi un meteoroide, pues se consideran asteroides los cuerpos celestes con diámetro equivalente de 50 m o más.